# الاستخبارات البشرية (جمع الاستخبارات)

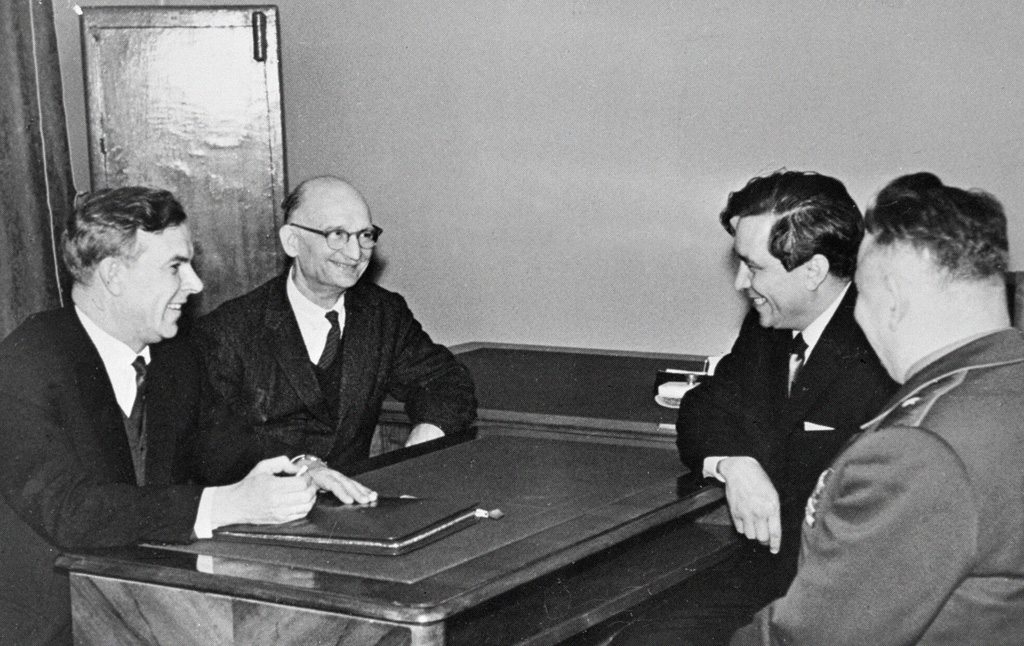

الاستخبارات البشرية (يتم اختصارها مراراً بمصطلح HUMINT وتُلفظ أحياناً هيو-مينت) هي الاستخبارات التي يتم جمعها عن طريق وسائل اتصال بين الأشخاص، على خلاف مجالات جمع الاستخبارات الأكثر تقنية مثل استخبارات الإشارات (SIGNIT) والاستخبارات التصوّرية (IMINT) واستخبارات القياس والشارة (MASINT). ويعرّف الناتو الاستخبارات البشرية على أنها «فئة من الاستخبارات تشتق من المعلومات المجموعة والمقدمة من مصادر بشرية.» تتضمن نشاطات الاستخبارات البشرية النموذجية الاستجوابات والمحادثات مع أشخاص لديهم سبيل للمعلومات.
إن الطريقة التي تقاد بها عمليات الاستخبارات البشرية تُملى من قبل البروتوكول الرسمي وطبيعة مصدر المعلومات. في سياق القوات المسلحة للولايات المتحدة، لا تتضمن معظم نشاطات الاستخبارات البشرية نشاطات سرية. تتضمن كل من الاستخبارات المعاكسة والاستخبارات البشرية تقنيات عملياتية سرية للاستخبارات البشرية. وتستطيع الاستخبارات البشرية أن تقدم أنواع عديدة من المعلومات. فيمكنها أن تقدم ملاحظات خلال السفر أو أحداث أُخرى من المسافرين واللاجئين وأسرى الحرب الهاربين الأصدقاء.. إلخ. ويمكنها أن تقدم بيانات عن أشياء يكون لدى التابع معرفة خاصة بها والتي يمكن أن تكون تابعاً بشرياً آخر أو في حالة المنشقين والجواسيس معلومات حساسة كان لديهم سبيل لها. وأخيراً يمكنها أن تقدم معلومات عن علاقات شخصية وشبكات يوجد اهتمام بأمرها.
تشكل الاستخبارات البشرية مصدراً للاستخبارات الإيجابية ولكن أيضاً لمعلومات لها قيمة استخبارات مضادة قوية. يجب أن توازن المقابلات أي متطلبات لمعلومات معروفة لكل من دليل جمع الاستخبارات ومتطلبات الاستخبارات المضادة.

## عمليات الاستخبارات البشرية الأساسية
إن تحري المصدر البشري يشكل البداية المنطقية لجمع الاستخبارات البشرية. ويتضمن اختيار أشخاص من الممكن أن يكونوا مصادراً لاستخبارات بشرية هادفة ومن المحتمل تعريفهم بشكل إيجابي وإدارة مقابلات بمختلف الأنواع. إن تسجيل النتائج بشكل صحيح وإحالتها في الفهارس شيء أساسي. لا يوجد نظام جمع استخبارات مرجح لإيجاد معنى وقيمة بكميات قليلة من المعلومات أكثر من الاستخبارات البشرية. خصوصاً عندما يكون هناك سبب لإجراء مقابلات إضافية مع نفس الفرد، المقابلات التالية تحتاج لتخطيط حذر خصوصاً عندما لا يتحدث المستجوِب بلغة الشخص المراد مقابلته.

### تجهيز الاستخبارات للعمل في الثقافات
كما في مجالات جمع الاستخبارات الأُخرى يمكن لتحليل الاستخبارات أن يلعب العديد من الأدوار الداعمة. أبرزها استخبارات السيرة الذاتية للمساعدة في التعرف على فرد معادي معروف متخفي أو أفراد سيضللون بشكل نزيه تصنيف لخدمات الاستخبارات الدولية بغاية الربح.
ومن المهم بشكل مماثل المنطقة الأوسع للاستخبارات الثقافية التي تعتمد بشدة على العلوم الاجتماعية. في مراجعة لكتاب في السجل الاحترافي لوكالة المخابرات المركزية وضّح لويد ف. جوردان شكلين لدراسة الثقافة كل منهما متعلق بالاستخبارات البشرية. في المراجعة، يصف جوردان كتاب باتاي وهو مثال ممتاز لنمط ثاني من التحليل الثقافي. وهو يبحث في المجموعة الأولى للتحليل العلمي للثقافة والشخصية بادئاً بعلم الأجناس البشرية منذ قدم العشرينيات. خلال الحرب العالمية الثانية تم إحضار هذه الطرائق المستخدمة سابقاً في المجتمع الأكاديمي في هذا الحقل من الدراسة للتأثير بمشاكل متنوعة مرتبطة بجهد الحرب.
«وبدقة إن حصانة الدولة الهدف وتوفر معلومات متجزئة عنها فقط هو الذي جعل بحث الشخصية الدولي متعلق بتحليل الاستخبارات خلال الحرب. علماء الأجناس الثقافيون كانوا يطورون منذ زمن طويل نماذج لثقافات سابقة ومختفية من أدوات متجزئة. قام علماء الأجناس بالإضافة للأطباء النفسيين بدمج استخدام نظرية التحليل النفسي ونظرية التفاعل ونظرية تطور الطفل ونظرية التعلم مع طرائق بحث معيارية لعلم الأجناس البشرية وذلك لتشكيل نماذج للثقافات المعاصرة للدول المعادية وقت الحرب، اليابان وألمانيا.» العمل الكلاسيكي لهذا النوع هو دراسة روث بينيديكت لليابان، الأقحوان والسيف.
وضّح مايك أن مقاربة بينيديكت كانت الوحيدة المستخدمة حتى أواخر الخمسينيات. «دراسات الشخصيات الدولية» ركزت على أكثر الصفات الشخصية الهامة إحصائياً ضمن المجموعة (مثل الشخصية النمطية) أكثر من التظاهرات الأكثر شيوعاً للسمات. «...تركيب/تراكيب الشخصية النمطية كانت تميل لأن ترتبط بالثقافة الكلية أو على الأقل بمعالمها البارزة.»
الصنف الثاني من الدراسات والذي كان فيه باتاي مثالاً عن ثقافة العرب، كان له تركيز دقيق أكثر. «... لقد ركزوا على علاقة سمات الشخصية بمجموعة فرعية لمجتمع معطى أو بفئة أدوار معطاة من ذلك المجتمع، أكثر من تركيزهم على معرفة العلاقات بين الشخصيات والبنية الاجتماعية ككل.» وهناك فئة ثالثة، الدراسة المقارنة، وتضمنت الأمريكيين والصينيين لفرانسيس ل. ك. هسو. وبالتحديد بعض الأعمال الحديثة والمثيرة للجدل مثل أعمال هنتينغتن صراع الحضارات وإعادة صنع نظام العالم يمكن اعتبارها امتداداً لدراسة مقارنة عن فكرة الصراعات بين المجموعات المقارنة.